# Glenea paracarneipes
Glenea paracarneipes är en skalbaggsart som beskrevs av Stefan von Breuning 1977. Glenea paracarneipes ingår i släktet Glenea och familjen långhorningar. Inga underarter finns listade i Catalogue of Life.